# Atletica leggera ai Giochi della XXIII Olimpiade - Getto del peso maschile
Il getto del peso ha fatto parte del programma maschile di atletica leggera ai Giochi della XXIII Olimpiade. La competizione si è svolta l'11 agosto 1984 al «Memorial Coliseum» di Los Angeles.

## Assenti a causa del boicottaggio
Nota: le prestazioni, ove non indicato, si riferiscono all'anno olimpico.
| Campione olimpico                      | 21,35 m        | 1980           | Vladimir Kiselyov |
| Primatista mondiale e Campione europeo | 22,04 m 21,50m | 11 giugno 1982 | Udo Beyer         |
| Campione mondiale                      | 21,39 m        | 1983           | Edward Sarul      |
| Secondo migliore tedesco est           | 21,75 m        | 21 luglio      | Ulf Timmermann    |
| Primo dei sovietici                    | 21,74 m        | 14 luglio      | Jānis Bojārs      |

1. ↑  Autore di 22,22 il 25 luglio 1983.

## La gara
Qualificazioni: otto atleti ottengono la misura richiesta di 19,70. Ad essi vanno aggiunti altri 4 migliori lanci, fino a 18,98 m. La miglior prestazione è di Mike Carter con 20,69 m.

Finale: per gli americani si presenta la ghiotta occasione di vincere un titolo che manca dal lontano 1968. La squadra americana è composta da Dave Laut (vincitore dei Trials con 21,33), August Wolf (21,24) e Michael Carter (20,84).

La gara si decide al terzo turno: Carter è il primo a superare i 21 metri (21,09). Ma Alessandro Andrei lancia più lontano: 21,26. Nei tre lanci di finale il fiorentino non riesce a ripetersi e teme che gli atleti di casa lo possano superare. Invece Laut e Wolf ottengono rispettivamente 20,97 e 20,93. Il titolo, a sorpresa, è di Andrei.

## Risultati

### Qualificazioni
Accedono alla finale gli atleti che ottengono la misura di 19,70 metri o le prime 12 migliori misure.
| Pos. | Gruppo | Atleta                 | Nazionalità    | 1ª prova | 2ª prova | 3ª prova | Risultato | Note |
| ---- | ------ | ---------------------- | -------------- | -------- | -------- | -------- | --------- | ---- |
| 1    | -      | Mike Carter            | Stati Uniti    | 20,69 m  |          |          | 20,69 m   | Q    |
| 2    | -      | Augie Wolf             | Stati Uniti    | 20,55 m  |          |          | 20,55 m   | Q    |
| 3    | -      | Alessandro Andrei      | Italia         | 20,18 m  |          |          | 20,18 m   | Q    |
| 4    | -      | Marco Montelatici      | Italia         | 20,14 m  |          |          | 20,14 m   | Q    |
| 5    | -      | Dave Laut              | Stati Uniti    | 20,01 m  |          |          | 20,01 m   | Q    |
| 6    | -      | Sören Tallhem          | Svezia         | 19,94 m  |          |          | 19,94 m   | Q    |
| 7    | -      | Gert Weil              | Cile           | 19,38 m  | 19,92 m  |          | 19,92 m   | Q    |
| 8    | -      | Werner Günthör         | Svizzera       | 19,28 m  | 19,71 m  |          | 19,71 m   | Q    |
| 9    | -      | Aulis Akonniemi        | Finlandia      | 19,13 m  | 19,34 m  | 19,38 m  | 19,38 m   | q    |
| 10   | -      | Erik De Bruin          | Paesi Bassi    | 19,20 m  | 19,28 m  | 19,07 m  | 19,28 m   | q    |
| 11   | -      | Bishop Dolegiewicz     | Canada         | 19,00 m  | x        | 18,95 m  | 19,00 m   | q    |
| 12   | -      | Karsten Stolz          | Germania Ovest | 18,98 m  | x        | 17,67 m  | 18,98 m   | q    |
| 13   | -      | Erwin Weitzl           | Austria        | 18,03 m  | 18,96 m  | x        | 18,96 m   |      |
| 14   | -      | Dimitrios Koutsoukis   | Grecia         | 18,74 m  | 18,62 m  | 18,60 m  | 18,74 m   |      |
| 15   | -      | Ahmed Kamel Shatta     | Egitto         | 18,13 m  | 17,95 m  | 18,58 m  | 18,58 m   |      |
| 16   | -      | Yngve Wahlander        | Svezia         | x        | 18,28 m  | 18,27 m  | 18,28 m   |      |
| 17   | -      | Ahmed Mohamed Achouche | Egitto         | 18,11 m  | x        | 17,14 m  | 18,11 m   |      |
| 18   | -      | Matt Catalano          | Canada         | 17,10 m  | 17,24 m  | 16,91 m  | 17,24 m   |      |
| 19   | -      | Henry Smith            | Samoa          | 16,09 m  | x        | x        | 16,09 m   |      |

### Finale
I migliori 8 classificati dopo i primi tre lanci accedono ai tre lanci di finale.
| Pos.    | Atleta             | Paese          | 1ª prova | 2ª prova | 3ª prova | 4ª prova | 5ª prova | 6ª prova | Misura  | Note |
| ------- | ------------------ | -------------- | -------- | -------- | -------- | -------- | -------- | -------- | ------- | ---- |
| Oro     | Alessandro Andrei  | Italia         | 20,41 m  | 20,97 m  | 21,26 m  | 20,55 m  | 20,92 m  | 20,96 m  | 21,26 m |      |
| Argento | Mike Carter        | Stati Uniti    | 20,63 m  | 20,69 m  | 21,09 m  | 20,42 m  | x        | 20,38 m  | 21,09 m |      |
| Bronzo  | Dave Laut          | Stati Uniti    | 20,97 m  | 18,39 m  | x        | 20,03 m  | 20,31 m  | 20,97 m  | 20,97 m |      |
| 4       | Augie Wolf         | Stati Uniti    | 20,04 m  | 19,91 m  | 19,41 m  | 20,08 m  | 19,74 m  | 20,93 m  | 20,93 m |      |
| 5       | Werner Günthör     | Svizzera       | 20,28 m  | x        | x        | 19,38 m  | x        | 20,11 m  | 20,28 m |      |
| 6       | Marco Montelatici  | Italia         | 19,88 m  | 19,26 m  | 19,98 m  | 19,35 m  | 19,85 m  | x        | 19,98 m |      |
| 7       | Sören Tallhem      | Svezia         | 19,81 m  | x        | 19,54 m  | x        | x        | -        | 19,81 m |      |
| 8       | Erik De Bruin      | Paesi Bassi    | 19,65 m  | x        | x        | -        | x        | x        | 19,65 m |      |
| 9       | Aulis Akonniemi    | Finlandia      | 18,98 m  | x        | x        |          |          |          | 18,98 m |      |
| 10      | Gert Weil          | Cile           | 18,19 m  | 18,69 m  | x        |          |          |          | 18,69 m |      |
| 11      | Bishop Dolegiewicz | Canada         | 18,39 m  | x        | x        |          |          |          | 18,39 m |      |
| 12      | Karsten Stolz      | Germania Ovest | 18,31 m  | x        | 18,21 m  |          |          |          | 18,31 m |      |

Legenda:
- X = Lancio nullo;
- RO = Record olimpico;
- RN = Record nazionale;
- RP = Record personale.